# EME (радіозв'язок)
EME (від англ. "Earth—Moon—Earth" — «Земля—Місяць—Земля») — техніка радіозв'язку на УКХ з використанням Місяця як відбивача (пасивного ретранслятора).
Набула поширення в 1960-і роки з введенням нової елементної бази, що дозволяла будувати високочутливі малошумні приймачі. Для EME застосовуються досить складні антенні пристрої - параболічні антени або антени типу «хвильовий канал» з великою кількістю елементів. Це обумовлено великою відстанню - 384 900 км лише в один бік і малим коффіціентом відбиття - не більше 7-10%.
При проведенні EME-зв'язку необхідно враховувати рух Місяця по небосхилу, лібрацію Місяця - положення відбиваючої поверхні постійно змінюється і викликає інтерференцію сигналу, що призводить до «мерехтіння» сигналу на 4-5 дБ. Лібрація також викликає ефект Доплера.
Сигнал при зв'язку через Місяць двічі проходить через земну атмосферу, тобто двічі заломлюється в іоносфері і тропосфері.